# 大百合
大百合（学名：Cardiocrinum giganteum）为百合科大百合属下的一个种。

## 扩展阅读
- 維基物種上的相關：大百合